# Lijst van medaillewinnaars op de Olympische Zomerspelen 2012
Deze pagina geeft een totaal overzicht van de medaillewinnaars op de Olympische Zomerspelen 2012 in Londen, Verenigd Koninkrijk.

## Atletiek
Mannen
| Onderdeel            | Goud | Goud                                                                 | Zilver      | Zilver                                                                | Brons | Brons                                                                    |
| -------------------- | ---- | -------------------------------------------------------------------- | ----------- | --------------------------------------------------------------------- | ----- | ------------------------------------------------------------------------ |
| 100 m                | JAM  | Usain Bolt                                                           | JAM         | Yohan Blake                                                           | USA   | Justin Gatlin                                                            |
| 200 m                | JAM  | Usain Bolt                                                           | JAM         | Yohan Blake                                                           | JAM   | Warren Weir                                                              |
| 400 m                | GRN  | Kirani James                                                         | DOM         | Luguelín Santos                                                       | TRI   | Lalonde Gordon                                                           |
| 800 m                | KEN  | David Rudisha                                                        | BOT         | Nijel Amos                                                            | KEN   | Timothy Kitum                                                            |
| 1500 m               | ALG  | Taoufik Makhloufi                                                    | USA         | Leonel Manzano                                                        | MAR   | Abdalaati Iguider                                                        |
| 5000 m               | GBR  | Mo Farah                                                             | ETH         | Dejen Gebremeskel                                                     | KEN   | Thomas Longosiwa                                                         |
| 10.000 m             | GBR  | Mo Farah                                                             | USA         | Galen Rupp                                                            | ETH   | Tariku Bekele                                                            |
| 110 m horden         | USA  | Aries Merritt                                                        | USA         | Jason Richardson                                                      | JAM   | Hansle Parchment                                                         |
| 400 m horden         | DOM  | Félix Sánchez                                                        | USA         | Michael Tinsley                                                       | PUR   | Javier Culson                                                            |
| 3000 m steeple chase | KEN  | Ezekiel Kemboi                                                       | FRA         | Mahiedine Mekhissi-Benabbad                                           | KEN   | Abel Mutai                                                               |
| 4x 100 m             | JAM  | Yohan Blake Usain Bolt Nesta Carter Michael Frater Kemar Bailey-Cole | TRI         | Keston Bledman Marc Burns Emmanuel Callender Richard Thompson         | FRA   | Jimmy Vicaut Christophe Lemaitre Pierre-Alexis Pessonneaux Ronald Pognon |
| 4x 400 m             | BAH  | Chris Brown Michael Mathieu Ramon Miller Demetrius Pinder            | USA         | Joshua Mance Tony McQuay Bryshon Nellum Angelo Taylor Manteo Mitchell | TRI   | Ade Alleyne-Forte Lalonde Gordon Deon Lendore Jarrin Solomon             |
| Marathon             | UGA  | Stephen Kiprotich                                                    | KEN         | Abel Kirui                                                            | KEN   | Wilson Kipsang                                                           |
| 20 km snelwandelen   | CHN  | Chen Ding                                                            | GUA         | Erick Barrondo                                                        | CHN   | Wang Zhen                                                                |
| 50 km snelwandelen   | AUS  | Jared Tallent                                                        | CHN         | Si Tianfeng                                                           | IRL   | Robert Heffernan                                                         |
| Verspringen          | GBR  | Greg Rutherford                                                      | AUS         | Mitchell Watt                                                         | USA   | Will Claye                                                               |
| Hink-stap-springen   | USA  | Christian Taylor                                                     | USA         | Will Claye                                                            | ITA   | Fabrizio Donato                                                          |
| Hoogspringen         | USA  | Erik Kynard                                                          | QAT CAN GBR | Mutaz Essa Barshim Derek Drouin Robert Grabarz                        |       |                                                                          |
| Polsstokhoogspringen | FRA  | Renaud Lavillenie                                                    | GER         | Björn Otto                                                            | GER   | Raphael Holzdeppe                                                        |
| Kogelstoten          | POL  | Tomasz Majewski                                                      | GER         | David Storl                                                           | USA   | Reese Hoffa                                                              |
| Discuswerpen         | GER  | Robert Harting                                                       | IRI         | Ehsan Hadadi                                                          | EST   | Gerd Kanter                                                              |
| Speerwerpen          | TRI  | Keshorn Walcott                                                      | FIN         | Antti Ruuskanen                                                       | CZE   | Vítězslav Veselý                                                         |
| Kogelslingeren       | HUN  | Krisztián Pars                                                       | SLO         | Primož Kozmus                                                         | JPN   | Koji Murofushi                                                           |
| Tienkamp             | USA  | Ashton Eaton                                                         | USA         | Trey Hardee                                                           | CUB   | Leonel Suárez                                                            |

Vrouwen
| Onderdeel            | Goud | Goud                                                                                          | Zilver | Zilver | Brons | Brons                                                         |
| -------------------- | ---- | --------------------------------------------------------------------------------------------- | ------ | --- | ----- | ------------------------------------------------------------- |
| 100 m                | JAM  | Shelly-Ann Fraser-Pryce                                                                       | USA    | Carmelita Jeter | JAM   | Veronica Campbell-Brown                                       |
| 200 m                | USA  | Allyson Felix                                                                                 | JAM    | Shelly-Ann Fraser-Pryce                                                                                                   | USA   | Carmelita Jeter                                               |
| 400 m                | USA  | Sanya Richards-Ross                                                                           | GBR    | Christine Ohuruogu | USA   | DeeDee Trotter                                                |
| 800 m                | RSA  | Caster Semenya                                                                                | RUS    | Jekaterina Poistogova | KEN   | Pamela Jelimo                                                 |
| 1500 m               | BRN  | Maryam Jamal                                                                                  | RUS    | Tatjana Tomasjova | ETH   | Abeba Aregawi                                                 |
| 5000 m               | ETH  | Meseret Defar                                                                                 | KEN    | Vivian Cheruiyot | ETH   | Tirunesh Dibaba                                               |
| 10.000 m             | ETH  | Tirunesh Dibaba                                                                               | KEN    | Sally Kipyego | KEN   | Vivian Cheruiyot                                              |
| 100 m horden         | AUS  | Sally Pearson                                                                                 | USA    | Dawn Harper | USA   | Kellie Wells                                                  |
| 400 m horden         | USA  | Lashinda Demus                                                                                | CZE    | Zuzana Hejnová | JAM   | Kaliese Spencer                                               |
| 3000 m steeple chase | TUN  | Habiba Ghribi                                                                                 | ETH    | Sofia Assefa | KEN   | Milcah Chemos Cheywa                                          |
| 4x 100 m             | USA  | Allyson Felix Carmelita Jeter Bianca Knight Tianna Madison Jeneba Tarmoh Lauryn Williams      | JAM    | Veronica Campbell-Brown Shelly-Ann Fraser-Pryce Sherone Simpson Kerron Stewart Schillonie Calvert Samantha Henry-Robinson | UKR   | Jelizaveta Bryzhina Olesya Povh Marija Rjemjen Hrystyna Stuy  |
| 4x 400 m             | USA  | Allyson Felix Francena McCorory Sanya Richards-Ross DeeDee Trotter Keshia Baker Diamond Dixon | JAM    | Christine Day Rosemarie Whyte Shericka Williams Novlene Williams-Mills Shereefa Lloyd                                     | UKR   | Olha Zemlyak Alina Lohvynenko Hanna Yaroshchuk Natalja Pyhyda |
| Marathon             | ETH  | Tiki Gelana                                                                                   | KEN    | Priscah Jeptoo | RUS   | Tatjana Petrova                                               |
| 20 km snelwandelen   | CHN  | Qieyang Shenjie                                                                               | CHN    | Liu Hong | CHN   | Lü Xiuzhi                                                     |
| Verspringen          | USA  | Brittney Reese                                                                                | RUS    | Jelena Sokolova | USA   | Janay DeLoach                                                 |
| Hink-stap-springen   | KAZ  | Olga Rypakova                                                                                 | COL    | Caterine Ibargüen | UKR   | Olha Saladoecha                                               |
| Hoogspringen         | RUS  | Anna Tsjitsjerova                                                                             | USA    | Brigetta Barrett | ESP   | Ruth Beitia                                                   |
| Polsstokhoogspringen | USA  | Jennifer Suhr                                                                                 | CUB    | Yarisley Silva | RUS   | Jelena Isinbajeva                                             |
| Kogelstoten          | NZL  | Valerie Adams                                                                                 | CHN    | Gong Lijiao | CHN   | Li Ling                                                       |
| Discuswerpen         | CRO  | Sandra Perković                                                                               | CHN    | Li Yanfeng | CUB   | Yarelys Barrios                                               |
| Speerwerpen          | CZE  | Barbora Špotáková                                                                             | GER    | Christina Obergföll | GER   | Linda Stahl                                                   |
| Kogelslingeren       | POL  | Anita Włodarczyk                                                                              | GER    | Betty Heidler | CHN   | Zhang Wenxiu                                                  |
| Zevenkamp            | GBR  | Jessica Ennis                                                                                 | GER    | Lilli Schwarzkopf | LTU   | Austra Skujytė                                                |

## Badminton
| Onderdeel          | Goud | Goud                  | Zilver | Zilver                       | Brons | Brons                               |
| ------------------ | ---- | --------------------- | ------ | ---------------------------- | ----- | ----------------------------------- |
| Enkelspel (m)      | CHN  | Lin Dan               | MAS    | Lee Chong Wei                | CHN   | Chen Long                           |
| Dubbelspel (m)     | CHN  | Cai Yun Fu Haifeng    | DEN    | Mathias Boe Carsten Mogensen | KOR   | Jung Jae-sung Lee Yong-dae          |
|                    |      |                       |        |                              |       |                                     |
| Enkelspel (v)      | CHN  | Li Xuerui             | CHN    | Wang Yihan                   | IND   | Saina Nehwal                        |
| Dubbelspel (v)     | CHN  | Tian Qing Zhao Yunlei | JPN    | Mizuki Fujii Reika Kakiiwa   | RUS   | Valeria Sorokina Nina Vislova       |
|                    |      |                       |        |                              |       |                                     |
| Gemengd dubbelspel | CHN  | Zhao Yunlei Zhang Nan | CHN    | Ma Jin Xu Chen               | DEN   | Christinna Pedersen Joachim Fischer |

## Beachvolleybal
| Onderdeel | Goud | Goud                          | Zilver | Zilver                      | Brons | Brons                             |
| --------- | ---- | ----------------------------- | ------ | --------------------------- | ----- | --------------------------------- |
| Mannen    | GER  | Julius Brink Jonas Reckermann | BRA    | Alison Cerutti Emanuel Rego | LAT   | Mārtiņš Pļaviņš Jānis Šmedinš     |
|           |      |                               |        |                             |       |                                   |
| Vrouwen   | USA  | Misty May-Treanor Kerri Walsh | USA    | Jennifer Kessy April Ross   | BRA   | Juliana Felisberta Larissa França |

## Boksen
Mannen
| Onderdeel           | Goud | Goud              | Zilver | Zilver                | Brons   | Brons                                        |
| ------------------- | ---- | ----------------- | ------ | --------------------- | ------- | -------------------------------------------- |
| Lichtvlieg (-49 kg) | CHN  | Zou Shiming       | THA    | Kaeo Pongprayoon      | RUS IRL | David Ajrapetjan Paddy Barnes                |
| Vlieg (-52 kg)      | CUB  | Robeisy Ramírez   | MGL    | Tögstsogt Nyambayaryn | RUS IRL | Misha Alojan Michael Conlan                  |
| Bantam (-56 kg)     | GBR  | Luke Campbell     | IRL    | John Joe Nevin        | CUB JPN | Lázaro Álvarez Satoshi Shimizu               |
| Licht (-60 kg)      | UKR  | Vasil Lomasjenko  | KOR    | Han Soon-chul         | LTU CUB | Evaldas Petrauskas Yasniel Toledo            |
| Halfwelter (-64 kg) | CUB  | Roniel Iglesias   | UKR    | Denis Berinsjik       | ITA MGL | Vincenzo Mangiacapre Munkh-Erdene Uranchimeg |
| Welter (-69 kg)     | KAZ  | Serik Sapijev     | GBR    | Fred Evans            | UKR RUS | Taras Sjelestjoek Andrei Zamkovoy            |
| Midden (-75 kg)     | JPN  | Ryōta Murata      | BRA    | Esquiva Falcão        | UZB GBR | Abbos Atoev Anthony Ogogo                    |
| Halfzwaar (-81 kg)  | RUS  | Jegor Mechontsjev | KAZ    | Adilbek Nijazymbetov  | BRA UKR | Yamaguchi Falcão Oleksandr Gvozdyk           |
| Zwaar (-91 kg)      | UKR  | Oleksandr Oesyk   | ITA    | Clemente Russo        | AZE BUL | Tejmoer Mammadov Tervel Poelev               |
| Superzwaar (+91 kg) | GBR  | Anthony Joshua    | ITA    | Roberto Cammarelle    | KAZ AZE | Ivan Ditsjko Magomedrasul Majidov            |

Vrouwen
| Onderdeel          | Goud | Goud             | Zilver | Zilver            | Brons   | Brons                           |
| ------------------ | ---- | ---------------- | ------ | ----------------- | ------- | ------------------------------- |
| Vlieg (-51 kg)     | GBR  | Nicola Adams     | CHN    | Ren Cancan        | USA IND | Marlen Esparza Mary Kom         |
| Licht (-60 kg)     | IRL  | Katie Taylor     | RUS    | Sofia Otsjigava   | BRA TJK | Adriana Araujo Mavzuna Chorieva |
| Halfzwaar (-75 kg) | USA  | Claressa Shields | RUS    | Nadezda Torlopova | CHN KAZ | Li Jinzi Marina Volnova         |

## Boogschieten
| Onderdeel       | Goud | Goud                                           | Zilver | Zilver                                  | Brons | Brons                                  |
| --------------- | ---- | ---------------------------------------------- | ------ | --------------------------------------- | ----- | -------------------------------------- |
| Individueel (m) | KOR  | Oh Jin-hyek                                    | JPN    | Takaharu Furukawa                       | CHN   | Dai Xiaoxiang                          |
| Team (m)        | ITA  | Michele Frangilli Marco Galiazzo Mauro Nespoli | USA    | Brady Ellison Jake Kaminski Jacob Wukie | KOR   | Im Dong-hyun Kim Bub-min Oh Jin-hyek   |
|                 |      |                                                |        |                                         |       |                                        |
| Individueel (v) | KOR  | Ki Bo-bae                                      | MEX    | Aída Román                              | MEX   | Mariana Avitia                         |
| Team (v)        | KOR  | Choi Hyeon-ju Ki Bo-bae Lee Sung-Jin           | CHN    | Cheng Ming Fang Yuting Xu Jing          | JPN   | Ren Hayakawa Miki Kanie Kaori Kawanaka |

## Gewichtheffen
In elf van de vijftien onderdelen werden de medaille resultaten in later stadium herzien en werden medailles afgenomen (dopingzaken) en opnieuw toegewezen. 
Mannen
| Onderdeel                   | Goud    | Goud                                 | Zilver  | Zilver                                     | Brons   | Brons                                  |
| --------------------------- | ------- | ------------------------------------ | ------- | ------------------------------------------ | ------- | -------------------------------------- |
| Bantamgewicht [-56 kg]      | PRK     | Om Yun-chol                          | CHN     | Wu Jingbiao                                | AZE VIE | Valentin Hristov Trần Lê Quốc Toàn     |
| Vedergewicht [-62 kg]       | PRK     | Kim Un-guk                           | COL     | Óscar Figueroa                             | INA     | Eko Yuli Irawan                        |
| Lichtgewicht [-69 kg]       | CHN     | Lin Qingfeng                         | INA     | Triyatno                                   | ROU PRK | Răzvan Martin Kim Myong-hyok           |
| Middengewicht [-77 kg]      | CHN     | Lu Xiaojun                           | CHN     | Lu Haojie                                  | CUB     | Iván Cambar                            |
| Lichtzwaargewicht [-85 kg]  | POL     | Adrian Zieliński                     | RUS IRI | Apti Aoechadov Kianoush Rostami            | IRI EGY | Kianoush Rostami -> zilver Tarek Yehia |
| Middenzwaargewicht [-94 kg] | KAZ IRI | Ilja Ilin Saeid Mohammadpour         | RUS KOR | Aleksandr Ivanov Kim Min-jae               | MDA POL | Anatolie Cîrîcu Tomasz Zieliński       |
| Zwaargewicht [-105 kg]      | UKR IRI | Oleksej Torochtij Navab Nassirshalal | IRI POL | Navab Nassirshalal -> goud Bartłomiej Bonk | POL UZB | Bartłomiej Bonk -> zilver Ivan Efremov |
| Superzwaargewicht [+105 kg] | IRI     | Behdad Salimi                        | IRI     | Sajjad Anoushiravani                       | RUS     | Ruslan Albegov                         |

Vrouwen
| Onderdeel                  | Goud    | Goud                               | Zilver  | Zilver                                | Brons       | Brons                                                     |
| -------------------------- | ------- | ---------------------------------- | ------- | ------------------------------------- | ----------- | --------------------------------------------------------- |
| Vlieggewicht [-48 kg]      | CHN     | Wang Mingjuan                      | JPN     | Hiromi Miyake                         | PRK         | Ryang Chun-hwa                                            |
| Vedergewicht [-53 kg]      | KAZ TPE | Zoelfia Tsjinsjanlo Hsu Shu-ching  | TPE INA | Hsu Shu-ching -> goud Citra Febrianti | MDA UKR     | Cristina Iovu Iulia Paratova                              |
| Lichtgewicht [-58 kg]      | CHN     | Li Xueying                         | THA     | Pimsiri Sirikaew                      | UKR THA     | Julija Kalina Rattikan Gulnoi                             |
| Middengewicht [-63 kg]     | KAZ CAN | Maija Maneza Christine Girard      | RUS BUL | Svetlana Tsaroekajeva Milka Maneva    | CAN MEX     | Christine Girard -> goud Luz Acosta                       |
| Lichtzwaargewicht [-69 kg] | PRK     | Rim Jong-sim                       | ROU 0   | Roxana Daniela Cocos vacant           | BLR KAZ COL | Marina Sjkermankova Anna Nurmukhambetova Ubaldina Valoyes |
| Zwaargewicht [-75 kg]      | KAZ ESP | Svetlana Podobedova Lidia Valentín | RUS EGY | Natalja Zabolotnaja Abeer Abdelrahman | BLR CMR     | Iryna Koelesja Madias Nzesso                              |
| Superzwaargewicht [+75 kg] | CHN     | Zhou Lulu                          | RUS     | Tatiana Kasjirina                     | ARM KOR     | Hripsime Khurshudyan Jang Mi-ran                          |

## Gymnastiek

### Ritmische gymnastiek
| Onderdeel         | Goud | Goud | Zilver | Zilver | Brons | Brons                                                                                          |
| ----------------- | ---- | --- | ------ | --- | ----- | ---------------------------------------------------------------------------------------------- |
| Meerkamp (v)      | RUS  | Jevgenia Kanajeva                                                                                             | RUS    | Darja Dmitrjeva | BLR   | Ljoebov Tsjarkasjina                                                                           |
| Meerkamp team (v) | RUS  | Anastasia Bliznjoek Ksenia Doedkina Oeliana Donskova Alina Makarenko Anastasia Nazarenko Karolina Svastjanova | BLR    | Marina Hancharova Anastasija Ivankova Natalia Lechtsjoek Aliaksandra Narkevitsj Ksenia Sankovitsj Alina Toemilovitsj | ITA   | Elisa Blanchi Romina Laurito Marta Pagnini Elisa Santoni Anzhelika Savrayuk Andreea Stefanescu |

### Trampoline
| Onderdeel | Goud | Goud                | Zilver | Zilver          | Brons | Brons       |
| --------- | ---- | ------------------- | ------ | --------------- | ----- | ----------- |
| Mannen    | CHN  | Dong Dong           | RUS    | Dmitri Oesjakov | CHN   | Lu Chunlong |
|           |      |                     |        |                 |       |             |
| Vrouwen   | CAN  | Rosannagh MacLennan | CHN    | Huang Shanshan  | CHN   | He Wenna    |

### Turnen
Mannen
| Onderdeel     | Goud | Goud                                                     | Zilver | Zilver                                                                 | Brons | Brons                                                             |
| ------------- | ---- | -------------------------------------------------------- | ------ | ---------------------------------------------------------------------- | ----- | ----------------------------------------------------------------- |
| Brug          | CHN  | Feng Zhe                                                 | GER    | Marcel Nguyen                                                          | FRA   | Hamilton Sabot                                                    |
| Paardvoltige  | HUN  | Krisztián Berki                                          | GBR    | Louis Smith                                                            | GBR   | Max Whitlock                                                      |
| Rekstok       | NED  | Epke Zonderland                                          | GER    | Fabian Hambüchen                                                       | CHN   | Zou Kai                                                           |
| Ringen        | BRA  | Arthur Zanetti                                           | CHN    | Chen Yibing                                                            | ITA   | Matteo Morandi                                                    |
| Sprong        | KOR  | Yang Hak-seon                                            | RUS    | Denis Abljazin                                                         | UKR   | Igor Radivilov                                                    |
| Vloer         | CHN  | Zou Kai                                                  | JPN    | Kōhei Uchimura                                                         | RUS   | Denis Abljazin                                                    |
| Meerkamp      | JPN  | Kōhei Uchimura                                           | GER    | Marcel Nguyen                                                          | USA   | Danell Leyva                                                      |
| Meerkamp team | CHN  | Chen Yibing Feng Zhe Guo Weiyang Zhang Chenglong Zou Kai | JPN    | Ryōhei Katō Kazuhito Tanaka Yusuke Tanaka Kōhei Uchimura Koji Yamamuro | GBR   | Sam Oldham Daniel Purvis Louis Smith Kristian Thomas Max Whitlock |

Vrouwen
| Onderdeel     | Goud | Goud                                                                  | Zilver | Zilver                                                                            | Brons | Brons                                                                          |
| ------------- | ---- | --------------------------------------------------------------------- | ------ | --------------------------------------------------------------------------------- | ----- | ------------------------------------------------------------------------------ |
| Balk          | CHN  | Deng Linlin                                                           | CHN    | Sui Lu                                                                            | USA   | Alexandra Raisman                                                              |
| Brug ongelijk | RUS  | Alja Moestafina                                                       | CHN    | He Kexin                                                                          | GBR   | Elizabeth Tweddle                                                              |
| Sprong        | ROU  | Sandra Izbasa                                                         | USA    | McKayla Maroney                                                                   | RUS   | Maria Paseka                                                                   |
| Vloer         | USA  | Alexandra Raisman                                                     | ROU    | Cătălina Ponor                                                                    | RUS   | Alja Moestafina                                                                |
| Meerkamp      | USA  | Gabrielle Douglas                                                     | RUS    | Viktoria Komova                                                                   | RUS   | Alja Moestafina                                                                |
| Meerkamp team | USA  | Gabrielle Douglas McKayla Maroney Aly Raisman Kyla Ross Jordyn Wieber | RUS    | Ksenia Afanasjeva Anastasia Grishina Viktoria Komova Alja Moestafina Maria Paseka | ROU   | Diana Bulimar Diana Maria Chelaru Larisa Iordache Sandra Izbasa Cătălina Ponor |

## Judo
Mannen
| Onderdeel            | Goud | Goud                  | Zilver | Zilver              | Brons   | Brons                                |
| -------------------- | ---- | --------------------- | ------ | ------------------- | ------- | ------------------------------------ |
| Extra licht (-60 kg) | RUS  | Arsen Galstjan        | JPN    | Hiroaki Hiraoka     | BRA UZB | Felipe Kitadai Rishod Sobirov        |
| Half licht (-66 kg)  | GEO  | Lasha Shavdatuashvili | HUN    | Miklos Ungvari      | JPN KOR | Masashi Ebinuma Cho Jun-ho           |
| Licht (-73 kg)       | RUS  | Mansoer Isajev        | JPN    | Riki Nakaya         | MGL FRA | Nyam-Ochir Sainjargal Ugo Legrand    |
| Half midden (-81 kg) | KOR  | Kim Jae-bum           | GER    | Ole Bischof         | RUS CAN | Ivan Nifontov Antoine Valois-Fortier |
| Midden (-90 kg)      | KOR  | Song Dae-nam          | CUB    | Asley Gonzalez      | GRE JPN | Ilias Iliadis Masashi Nishiyama      |
| Half zwaar (-100 kg) | RUS  | Tagir Chajboelajev    | MGL    | Tuvshinbayar Naidan | NED GER | Henk Grol Dimitri Peters             |
| Zwaar (+100 kg)      | FRA  | Teddy Riner           | RUS    | Alexander Mikhaylin | BRA GER | Rafael Silva Andreas Tölzer          |

Vrouwen
| Onderdeel            | Goud | Goud            | Zilver | Zilver              | Brons   | Brons                               |
| -------------------- | ---- | --------------- | ------ | ------------------- | ------- | ----------------------------------- |
| Extra licht (-48 kg) | BRA  | Sarah Menezes   | ROU    | Alina Dumitru       | BEL HUN | Charline Van Snick Éva Csernoviczki |
| Half licht (-52 kg)  | PRK  | An Kum-ae       | CUB    | Yanet Bermoy Acosta | ITA FRA | Rosalba Forciniti Priscilla Gneto   |
| Licht (-57 kg)       | JPN  | Kaori Matsumoto | ROU    | Corina Căprioriu    | USA FRA | Marti Malloy Automne Pavia          |
| Half midden (-63 kg) | SLO  | Urška Žolnir    | CHN    | Xu Lili             | FRA JPN | Gévrise Émane Yoshie Ueno           |
| Midden (-70 kg)      | FRA  | Lucie Décosse   | GER    | Kerstin Thiele      | NED COL | Edith Bosch Yuri Alvear             |
| Half zwaar (-78 kg)  | USA  | Kayla Harrison  | GBR    | Gemma Gibbons       | BRA FRA | Mayra Aguiar Audrey Tcheuméo        |
| Zwaar (+78 kg)       | CUB  | Idalys Ortíz    | JPN    | Mika Sugimoto       | GBR CHN | Karina Bryant Tong Wen              |

## Kanovaren
Slalom
| Onderdeel | Goud | Goud                          | Zilver | Zilver                          | Brons | Brons                                 |
| --------- | ---- | ----------------------------- | ------ | ------------------------------- | ----- | ------------------------------------- |
| C1 (m)    | FRA  | Tony Estanguet                | GER    | Sideris Tasiadis                | SVK   | Michal Martikán                       |
| C2 (m)    | GBR  | Timothy Baillie Etienne Stott | GBR    | David Florence Richard Hounslow | SVK   | Pavol Hochschorner Peter Hochschorner |
| K1 (m)    | ITA  | Daniele Molmenti              | CZE    | Vavřinec Hradílek               | GER   | Hannes Aigner                         |
|           |      |                               |        |                                 |       |                                       |
| K1 (v)    | FRA  | Émilie Fer                    | AUS    | Jessica Fox                     | ESP   | Maialen Chourraut                     |

Vlakwater
| Onderdeel     | Goud | Goud                                                          | Zilver | Zilver                                                               | Brons | Brons                                                         |
| ------------- | ---- | ------------------------------------------------------------- | ------ | -------------------------------------------------------------------- | ----- | ------------------------------------------------------------- |
| C1 0200 m (m) | UKR  | Joerij Tsjeban                                                | LTU    | Jevgenij Sjoeklin                                                    | RUS   | Ivan Sjtyl                                                    |
| C1 1000 m (m) | GER  | Sebastian Brendel                                             | ESP    | David Cal                                                            | CAN   | Mark Oldershaw                                                |
| C2 1000 m (m) | GER  | Peter Kretschmer Kurt Kuschela                                | BLR    | Aliaksandr Bahdanovitsj Andrei Bahdanovitsj                          | RUS   | Alexej Korovasjkov Ilja Pervoechin                            |
| K1 0200 m (m) | GBR  | Ed McKeever                                                   | ESP    | Saúl Craviotto                                                       | CAN   | Mark de Jonge                                                 |
| K1 1000 m (m) | NOR  | Eirik Verås Larsen                                            | CAN    | Adam van Koeverden                                                   | GER   | Max Hoff                                                      |
| K2 0200 m (m) | RUS  | Alexander Djatsjenko Joeri Postrigaj                          | BLR    | Vadzim Machnew Raman Pjatroesjenka                                   | GBR   | Liam Heath Jon Schofield                                      |
| K2 1000 m (m) | HUN  | Rudolf Dombi Roland Kökény                                    | POR    | Fernando Pimenta Emanuel Silva                                       | GER   | Martin Hollstein Andreas Ihle                                 |
| K4 1000 m (m) | AUS  | Jacob Clear Dave Smith Tate Smith Murray Stewart              | HUN    | Zoltán Kammerer Tamás Kulifai Dániel Pauman Dávid Tóth               | CZE   | Josef Dostál Daniel Havel Jan Šterba Lukáš Trefil             |
|               |      |                                                               |        |                                                                      |       |                                                               |
| K1 0200 m (v) | NZL  | Lisa Carrington                                               | UKR    | Inna Osypenko-Radomska                                               | HUN   | Natasa Dusev-Janics                                           |
| K1 0500 m (v) | HUN  | Danuta Kozák                                                  | UKR    | Inna Osypenko                                                        | RSA   | Bridgette Hartley                                             |
| K2 0500 m (v) | GER  | Tina Dietze Franziska Weber                                   | HUN    | Natasa Dusev-Janics Katalin Kovács                                   | POL   | Beata Mikołajczyk Karolina Naja                               |
| K4 0500 m (v) | HUN  | Krisztina Fazekas Katalin Kovács Danuta Kozák Gabriella Szabó | GER    | Tina Dietze Carolin Leonhardt Katrin Wagner-Augustin Franziska Weber | BLR   | Volha Khudzenka Iryna Pamialova Nadzeya Papok Maryna Pautaran |

## Moderne vijfkamp
| Onderdeel | Goud | Goud               | Zilver | Zilver          | Brons | Brons        |
| --------- | ---- | ------------------ | ------ | --------------- | ----- | ------------ |
| Mannen    | CZE  | David Svoboda      | CHN    | Cao Zhongrong   | HUN   | Ádám Marosi  |
|           |      |                    |        |                 |       |              |
| Vrouwen   | LTU  | Laura Asadauskaitė | GBR    | Samantha Murray | BRA   | Yane Marques |

## Paardensport
| Onderdeel           | Goud | Goud | Zilver | Zilver | Brons | Brons |
| ------------------- | ---- | --- | ------ | --- | ----- | --- |
| Dressuur            | GBR  | Charlotte Dujardin op Valegro | NED    | Adelinde Cornelissen op Parzival | GBR   | Laura Bechtolsheimer op Minstral Hojris |
| Dressuur team       | GBR  | Charlotte Dujardin op Valegro Carl Hester op Uthopia Laura Bechtolsheimer op Minstral Hojris                                         | GER    | Helen Langehanenberg op Damon Hill Dorothee Schneider op Diva Royal Kristina Sprehe op Desperados                                                              | NED   | Adelinde Cornelissen op Parzival Edward Gal op Undercover Anky van Grunsven op Salinero                                                                    |
| Eventing            | GER  | Michael Jung op Sam | SWE    | Sara Algotsson Ostholt op Wega | GER   | Sandra Auffarth op Opgun Louvo |
| Eventing team       | GER  | Sandra Auffarth op Opgun Louvo Michael Jung op Sam Ingrid Klimke op Butts Abraxxas Dirk Schrade op King Artus Peter Thomsen op Barny | GBR    | Kristina Cook op Miners Frolic William Fox-Pitt op Cool Mountain Mary King op Imperial Cavalier Zara Phillips op High Kingdom Nicola Wilson op Opposition Buzz | NZL   | Andrew Nicholson op Nereo Jonathan Paget op Clifton Promise Caroline Powell op Lenamore Jonelle Richards op Flintstar Mark Todd op Campino                 |
| Springconcours      | SUI  | Steve Guerdat op Nino des Buissonnets                                                                                                | NED    | Gerco Schröder op London | IRL   | Cian O'Connor op Blue Loyd 12 |
| Springconcours team | GBR  | Scott Brash op Hello Sanctos Peter Charles op Vindicat Ben Maher op Tripple X Nick Skelton op Big Star                               | NED    | Marc Houtzagerop Tamino Gerco Schroder op London Maikel van der Vleuten op Verdi Jur Vrieling op Bubalo                                                        | KSA   | Kamal Bahamdan op Noblesse des Tess Ramzy Al Duhami op Bayard van de Villa There Abdullah ibn Mutaib Al-Soaed op Davos Abdullah Waleed Sharbatly op Sultan |

## Roeien
Mannen
| Onderdeel       | Goud | Goud | Zilver | Zilver | Brons | Brons |
| --------------- | ---- | --- | ------ | --- | ----- | --- |
| Skiff           | NZL  | Mahe Drysdale | CZE    | Ondřej Synek | GBR   | Alan Campbell |
| Lichte dubbel-2 | DEN  | Rasmus Quist Mads Rasmussen | GBR    | Mark Hunter Zac Purchase | NZL   | Peter Taylor Storm Uru |
| Dubbel-2        | NZL  | Nathan Cohen Joseph Sullivan | ITA    | Romano Battisti Alessio Sartori                                                                                                | SLO   | Iztok Cop Luka Spik |
| 2-zonder        | NZL  | Hamish Bond Eric Murray | FRA    | Germain Chardin Dorian Mortelette                                                                                              | GBR   | George Nash William Satch |
| Dubbel-4        | GER  | Tim Grohmann Lauritz Schoof Karl Schulze Philipp Wende                                                                                    | CRO    | Damir Martin David Šain Martin Sinković Valent Sinković                                                                        | AUS   | Karsten Forsterling James McRae Chris Morgan Daniel Noonan                                                                        |
| Lichte 4-zonder | RSA  | Matthew Brittain Sizwe Ndlovu John Smith James Thompson                                                                                   | GBR    | Chris Bartley Richard Chambers Peter Chambers Rob Williams                                                                     | DEN   | Jacob Barsoe Eskild Ebbesen Morten Jørgensen Kasper Winther                                                                       |
| 4-zonder        | GBR  | Alex Gregory Tom James Pete Reed Andrew Triggs-Hodge                                                                                      | AUS    | James Chapman Joshua Dunkley-Smith Drew Ginn William Lockwood                                                                  | USA   | Charlie Cole Scott Gault Glenn Ochal Henrik Rummel                                                                                |
| Acht            | GER  | Filip Adamski Eric Johannesen Andreas Kuffner Florian Mennigen Lukas Müller Maximilian Reinelt Martin Sauer Richard Schmidt Kristof Wilke | CAN    | Gabriel Bergen Jeremiah Brown Andrew Byrnes Will Crothers Douglas Csima Robert Gibson Malcolm Howard Conlin McCabe Brian Price | GBR   | Richard Egington James Foad Phelan Hill Matt Langridge Constantine Louloudis Alex Partridge Tom Ransley Greg Searle Mohamed Sbihi |

Vrouwen
| Onderdeel       | Goud | Goud | Zilver | Zilver | Brons | Brons |
| --------------- | ---- | --- | ------ | --- | ----- | --- |
| Skiff           | CZE  | Miroslava Knapková | DEN    | Fie Udby Erichsen | AUS   | Kim Crow |
| Lichte dubbel-2 | GBR  | Katherine Copeland Sophie Hosking                                                                                         | CHN    | Dongxiang Xu Wenyi Huang | GRE   | Christina Giazitzidou Alexandra Tsiavou |
| Dubbel-2        | GBR  | Katherine Grainger Anna Watkins                                                                                           | AUS    | Kim Crow Brooke Pratley | POL   | Magdalena Fularczyk Julia Michalska |
| 2-zonder        | GBR  | Helen Glover Heather Stanning                                                                                             | AUS    | Kate Hornsey Sarah Tait | NZL   | Juliette Haigh Rebecca Scown |
| Dubbel-4        | UKR  | Jana Dementjeva Natalija Dovhodko Anastasija Kozjenkova Kateryna Tarasenko                                                | GER    | Carina Bär Britta Oppelt Julia Richter Annekatrin Thiele                                                                                        | USA   | Natalie Dell Megan Kalmoe Kara Kohler Adrienne Martelli |
| Acht            | USA  | Erin Cafaro Caryn Davies Susan Francia Caroline Lind Esther Lofgren Elle Logan Meghan Musnicki Taylor Ritzel Mary Whipple | CAN    | Ashley Brzozowicz Krista Guloien Janine Hanson Darcy Marquardt Natalie Mastracci Andréanne Morin Cristy Nurse Lesley Thompson Rachelle Viinberg | NED   | Chantal Achterberg Claudia Belderbos Carline Bouw Sytske de Groot Annemiek de Haan Nienke Kingma Roline Repelaer van Driel Anne Schellekens Jacobine Veenhoven |

## Schermen
Mannen
| Onderdeel   | Goud   | Goud                                                           | Zilver | Zilver                                                                 | Brons     | Brons                                                             |
| ----------- | ------ | -------------------------------------------------------------- | ------ | ---------------------------------------------------------------------- | --------- | ----------------------------------------------------------------- |
| Degen       | VEN    | Rubén Limardo                                                  | NOR    | Bartosz Piasecki                                                       | KOR       | Jung Jin-sun                                                      |
| Floret      | CHN    | Lei Sheng                                                      | EGY    | Alaaeldin Abouelkassem                                                 | KOR       | Choi Byung-chul                                                   |
| Floret team | Italië | Valerio Aspromonte Giorgio Avola Andrea Baldini Andrea Cassara | Japan  | Suguru Awaji Kenta Chida Ryo Miyake Yuki Ota                           | Duitsland | Sebastian Bachmann Peter Joppich Benjamin Kleibrink Andre Wessels |
| Sabel       | HUN    | Áron Szilágyi                                                  | ITA    | Diego Occhiuzzi                                                        | RUS       | Nikolaj Kovaljov                                                  |
| Sabel team  | KOR    | Gu Bon-gil Kim Jung-hwan Oh Eun-seok Won Woo-young             | ROU    | Tiberiu Dolniceanu Rares Dumitrescu Alexandru Siriţeanu Florin Zalomir | ITA       | Aldo Montano Diego Occhiuzzi Luigi Samele Luigi Tarantino         |

Vrouwen
| Onderdeel   | Goud | Goud                                                                 | Zilver | Zilver                                                                      | Brons | Brons                                                     |
| ----------- | ---- | -------------------------------------------------------------------- | ------ | --------------------------------------------------------------------------- | ----- | --------------------------------------------------------- |
| Degen       | UKR  | Jana Sjemjakina                                                      | GER    | Britta Heidemann                                                            | CHN   | Sun Yuji                                                  |
| Degen team  | CHN  | Li Na Luo Xiaojuan Sun Yujie Xu Anqi                                 | KOR    | Choi Eun-sook Choi In-jeong Jung Hyo-jung Shin A-lam                        | USA   | Courtney Hurley Kelley Hurley Maya Lawrence Susie Scanlan |
| Floret      | ITA  | Elisa di Francisca                                                   | ITA    | Arianna Errigo                                                              | ITA   | Valentina Vezzali                                         |
| Floret team | ITA  | Arianna Errigo Elisa Di Francisca Ilaria Salvatori Valentina Vezzali | RUS    | Inna Deriglazova Kamilla Gafoerzianova Larissa Korobejnikova Aida Sjanajeva | KOR   | Jeon Hee-sook Jung Gil-ok Nam Hyun-hee Oh Ha-na           |
| Sabel       | KOR  | Kim Ji-yeon                                                          | RUS    | Sofja Velikaja                                                              | UKR   | Olga Charlan                                              |

## Schietsport
Mannen
| Onderdeel            | Goud | Goud                   | Zilver | Zilver            | Brons | Brons             |
| -------------------- | ---- | ---------------------- | ------ | ----------------- | ----- | ----------------- |
| 10 m luchtpistool    | KOR  | Jin Jong-oh            | ITA    | Luca Tesconi      | SRB   | Andrija Zlatić    |
| 25 m snelvuurpistool | CUB  | Leuris Pupo            | IND    | Vijay Kumar       | CHN   | Ding Feng         |
| 50 m pistool         | KOR  | Jin Jong-oh            | KOR    | Choi Young-rae    | CHN   | Wang Zhiwei       |
| 10 m luchtgeweer     | ROU  | Alin George Moldoveanu | ITA    | Niccolo Campriani | IND   | Gagan Narang      |
| 50 m kkg 3-houdingen | ITA  | Niccolo Campriani      | KOR    | Kim Jong-hyun     | USA   | Matthew Emmons    |
| 50 m kkg liggend     | BLR  | Sergei Martynov        | BEL    | Lionel Cox        | SLO   | Rajmond Debevec   |
| Skeet                | USA  | Vincent Hancock        | DEN    | Anders Golding    | QAT   | Nasser Al-Attiyah |
| Trap                 | CRO  | Giovanni Cernogoraz    | ITA    | Massimo Fabbrizi  | KUW   | Fehaid Aldeehani  |
| Dubbeltrap           | GBR  | Peter Wilson           | SWE    | Håkan Dahlby      | RUS   | Vasily Mosin      |

Vrouwen
| Onderdeel            | Goud | Goud            | Zilver | Zilver             | Brons | Brons            |
| -------------------- | ---- | --------------- | ------ | ------------------ | ----- | ---------------- |
| 10 m luchtpistool    | CHN  | Guo Wenjun      | FRA    | Céline Goberville  | UKR   | Olena Kostevytsj |
| 25 m sportpistool    | KOR  | Kim Jang-mi     | CHN    | Chen Ying          | UKR   | Olena Kostevytsj |
| 10 m luchtgeweer     | CHN  | Yi Siling       | POL    | Sylwia Bogacka     | CHN   | Yu Dan           |
| 50 m kkg 3-houdingen | USA  | Jamie Lynn Gray | SRB    | Ivana Maksimović   | CZE   | Adéla Sýkorová   |
| Skeet                | USA  | Kim Rhode       | CHN    | Wei Ning           | SVK   | Danka Barteková  |
| Trap                 | ITA  | Jessica Rossi   | SVK    | Zuzana Stefeceková | FRA   | Delphine Reau    |

## Taekwondo
| Onderdeel           | Goud | Goud                 | Zilver | Zilver                   | Brons   | Brons                                 |
| ------------------- | ---- | -------------------- | ------ | ------------------------ | ------- | ------------------------------------- |
| Vlieg (-58 kg) (m)  | ESP  | Joel González        | KOR    | Lee Dae-hoon             | RUS VEN | Aleksej Denisenko Óscar Muñoz         |
| Licht (-68 kg) (m)  | TUR  | Servet Tazegül       | IRI    | Mohammad Bagheri Motamed | USA AFG | Terrence Jennings Rohullah Nikpai     |
| Midden (-80 kg) (m) | ARG  | Sebastián Crismanich | ESP    | Nicolás García           | GBR ITA | Lutalo Muhammad Mauro Sarmiento       |
| Zwaar (+80 kg) (m)  | ITA  | Carlo Molfetta       | GAB    | Anthony Obame            | CUB CHN | Robelis Despaigne Liu Xiaobo          |
|                     |      |                      |        |                          |         |                                       |
| Vlieg (-49 kg) (v)  | CHN  | Wu Jingyu            | ESP    | Brigitte Yagüe           | THA CRO | Chanatip Sonkham Lucija Zaninović     |
| Licht (-57 kg) (v)  | GBR  | Jade Jones           | CHN    | Hou Yuzhuo               | FRA TPE | Marlène Harnois Tseng Li-Cheng        |
| Midden (-67 kg) (v) | KOR  | Hwang Kyung-seon     | TUR    | Nur Tatar                | GER USA | Helena Fromm Paige McPherson          |
| Zwaar (+67 kg) (v)  | SRB  | Milica Mandić        | FRA    | Caroline Graffe          | RUS MEX | Anastasia Barisjnikova María Espinoza |

## Tafeltennis
| Onderdeel     | Goud | Goud                         | Zilver | Zilver                                    | Brons | Brons                                       |
| ------------- | ---- | ---------------------------- | ------ | ----------------------------------------- | ----- | ------------------------------------------- |
| Enkelspel (m) | CHN  | Zhang Jike                   | CHN    | Wang Hao                                  | GER   | Dimitrij Ovtcharov                          |
| Team (m)      | CHN  | Ma Long Wang Hao Zhang Jike  | KOR    | Joo Se-hyuk Oh Sang-eun Ryu Seung-min     | GER   | Timo Boll Dimitrij Ovtcharov Bastian Steger |
|               |      |                              |        |                                           |       |                                             |
| Enkelspel (v) | CHN  | Li Xiaoxia                   | CHN    | Ding Ning                                 | SIN   | Feng Tianwei                                |
| Team (v)      | CHN  | Ding Ning Guo Yue Li Xiaoxia | JPN    | Ai Fukuhara Kasumi Ishikawa Sayaka Hirano | SIN   | Feng Tian Wei Li Jia Wei Wang Yue Gu        |

## Tennis
| Onderdeel          | Goud | Goud                           | Zilver | Zilver                            | Brons | Brons                            |
| ------------------ | ---- | ------------------------------ | ------ | --------------------------------- | ----- | -------------------------------- |
| Enkelspel (m)      | GBR  | Andy Murray                    | SUI    | Roger Federer                     | ARG   | Juan Martín del Potro            |
| Dubbelspel (m)     | USA  | Bob Bryan Mike Bryan           | FRA    | Michaël Llodra Jo-Wilfried Tsonga | FRA   | Julien Benneteau Richard Gasquet |
|                    |      |                                |        |                                   |       |                                  |
| Enkelspel (v)      | USA  | Serena Williams                | RUS    | Maria Sjarapova                   | BLR   | Viktoryja Azarenka               |
| Dubbelspel (v)     | USA  | Serena Williams Venus Williams | CZE    | Andrea Hlaváčková Lucie Hradecká  | RUS   | Maria Kirilenko Nadja Petrova    |
|                    |      |                                |        |                                   |       |                                  |
| Gemengd dubbelspel | BLR  | Viktoryja Azarenka Maks Mirni  | GBR    | Laura Robson Andy Murray          | USA   | Lisa Raymond Mike Bryan          |

## Triatlon
| Onderdeel | Goud | Goud              | Zilver | Zilver                      | Brons | Brons             |
| --------- | ---- | ----------------- | ------ | --------------------------- | ----- | ----------------- |
| Mannen    | GBR  | Alistair Brownlee | ESP    | Francisco Javier Gómez Noya | GBR   | Jonathan Brownlee |
|           |      |                   |        |                             |       |                   |
| Vrouwen   | SUI  | Nicola Spirig     | SWE    | Lisa Nordén                 | AUS   | Erin Densham      |

## Wielersport

### Baan
| Onderdeel              | Goud | Goud                                                 | Zilver | Zilver                                                  | Brons   | Brons                                         |
| ---------------------- | ---- | ---------------------------------------------------- | ------ | ------------------------------------------------------- | ------- | --------------------------------------------- |
| Keirin (m)             | GBR  | Chris Hoy                                            | GER    | Maximilian Levy                                         | NED NZL | Teun Mulder Simon van Velthooven              |
| Olympische sprint (m)  | GBR  | Jason Kenny                                          | FRA    | Grégory Baugé                                           | AUS     | Shane Perkins                                 |
| Omnium (m)             | DEN  | Lasse Norman Hansen                                  | FRA    | Bryan Coquard                                           | GBR     | Ed Clancy                                     |
| Ploegachtervolging (m) | GBR  | Steven Burke Ed Clancy Peter Kennaugh Geraint Thomas | AUS    | Jack Bobridge Rohan Dennis Michael Hepburn Glenn O'Shea | NZL     | Sam Bewley Aaron Gate Marc Ryan Jesse Sergent |
| Team sprint (m)        | GBR  | Philip Hindes Chris Hoy Jason Kenny                  | FRA    | Grégory Bauge Michaël D'Almeida Kévin Sireau            | GER     | René Enders Maximilian Levy Robert Förstemann |
|                        |      |                                                      |        |                                                         |         |                                               |
| Keirin (v)             | GBR  | Victoria Pendleton                                   | CHN    | Guo Shuang                                              | HKG     | Wai Sze Lee                                   |
| Olympische sprint (v)  | AUS  | Anna Meares                                          | GBR    | Victoria Pendleton                                      | CHN     | Guo Shuang                                    |
| Omnium (v)             | GBR  | Laura Trott                                          | USA    | Sarah Hammer                                            | AUS     | Annette Edmondson                             |
| Ploegachtervolging (v) | GBR  | Danielle King Joanna Rowsell Laura Trott             | USA    | Dotsie Bausch Sarah Hammer Jennie Reed                  | CAN     | Gillian Carleton Jasmin Glaesser Tara Whitten |
| Team sprint (v)        | GER  | Kristina Vogel Miriam Welte                          | CHN    | Gong Jinjie Guo Shuang                                  | AUS     | Kaarle McCulloch Anna Meares                  |

### BMX
| Onderdeel | Goud | Goud             | Zilver | Zilver         | Brons | Brons          |
| --------- | ---- | ---------------- | ------ | -------------- | ----- | -------------- |
| Mannen    | LAT  | Māris Štrombergs | AUS    | Sam Willoughby | COL   | Carlos Oquendo |
|           |      |                  |        |                |       |                |
| Vrouwen   | COL  | Mariana Pajón    | NZL    | Sarah Walker   | NED   | Laura Smulders |

### Mountainbike
| Onderdeel         | Goud | Goud             | Zilver | Zilver        | Brons | Brons         |
| ----------------- | ---- | ---------------- | ------ | ------------- | ----- | ------------- |
| Cross country (m) | CZE  | Jaroslav Kulhavý | SUI    | Nino Schurter | ITA   | Marco Fontana |
|                   |      |                  |        |               |       |               |
| Cross country (v) | FRA  | Julie Bresset    | GER    | Sabine Spitz  | USA   | Georgia Gould |

### Weg
| Onderdeel        | Goud | Goud                 | Zilver | Zilver               | Brons | Brons              |
| ---------------- | ---- | -------------------- | ------ | -------------------- | ----- | ------------------ |
| Tijdrit (m)      | GBR  | Bradley Wiggins      | GER    | Tony Martin          | GBR   | Chris Froome       |
| Wegwedstrijd (m) | KAZ  | Aleksandr Vinokoerov | COL    | Rigoberto Urán       | NOR   | Alexander Kristoff |
|                  |      |                      |        |                      |       |                    |
| Tijdrit (v)      | USA  | Kristin Armstrong    | GER    | Judith Arndt         | RUS   | Olga Zabelinskaja  |
| Wegwedstrijd (v) | NED  | Marianne Vos         | GBR    | Elizabeth Armitstead | RUS   | Olga Zabelinskaja  |

## Worstelen

### Grieks-Romeins
Mannen
| Onderdeel            | Goud | Goud           | Zilver | Zilver            | Brons   | Brons                                  |
| -------------------- | ---- | -------------- | ------ | ----------------- | ------- | -------------------------------------- |
| Bantam (-55 kg)      | IRI  | Hamid Sourian  | AZE    | Rovshan Bayramov  | HUN RUS | Péter Módos Mingijan Semenov           |
| Veder (-60 kg)       | IRI  | Omid Norouzi   | GEO    | Revaz Lashkhi     | RUS JPN | Zaoer Koeramagomedov Ryutaro Matsumoto |
| Licht (-66 kg)       | KOR  | Kim Hyeon-woo  | HUN    | Tamás Lőrincz     | FRA GEO | Steeve Guenot Manuchar Tskhadaia       |
| Welter (-74 kg)      | RUS  | Roman Vlasov   | ARM    | Arsen Julfalakyan | AZE LTU | Emin Ahmadov Aleksandr Kazakevič       |
| Midden (-84 kg)      | RUS  | Alan Choegajev | EGY    | Karam Gaber       | KAZ POL | Danijal Gajijev Damian Janikowski      |
| Zwaar (-96 kg)       | IRI  | Ghasem Rezaei  | RUS    | Roestam Totrov    | ARM SWE | Artoer Aleksanjan Jimmy Lidberg        |
| Superzwaar (-120 kg) | CUB  | Mijaín López   | EST    | Heiki Nabi        | SWE TUR | Johan Eurén Rıza Kayaalp               |

### Vrije stijl
Mannen
| Onderdeel            | Goud | Goud                  | Zilver | Zilver                   | Brons   | Brons                                   |
| -------------------- | ---- | --------------------- | ------ | ------------------------ | ------- | --------------------------------------- |
| Bantam (-55 kg)      | RUS  | Dzjamal Otarsoeltanov | GEO    | Vladimir Khinsjegasjvili | PRK JPN | Yang Kyong-il Shinichi Yumoto           |
| Veder (-60 kg)       | AZE  | Toghroel Asgarov      | RUS    | Besik Koedoechov         | IND USA | Yogeshwar Dutty Coleman Scott           |
| Licht (-66 kg)       | JPN  | Tatsuhiro Yonemitsu   | IND    | Sushil Kumar             | CUB KAZ | Liván López Akzjoerek Tanatarov         |
| Welter (-74 kg)      | USA  | Jordan Burroughs      | IRI    | Sadegh Goudarzi          | HUN RUS | Gábor Hatos Denis Tsargoesj             |
| Midden (-84 kg)      | AZE  | Sjarif Sjarifov       | PUR    | Jaime Yusept Espinal     | IRI GEO | Ehsan Naser Lashgari Dato Marsagishvili |
| Zwaar (-96 kg)       | USA  | Jake Varner           | UKR    | Valerii Andriitsev       | AZE GEO | Chetag Gazjoemov Giorgi Gogshelidze     |
| Superzwaar (-120 kg) | UZB  | Artoer Tajmazov       | GEO    | Davit Modzmanashvili     | IRI RUS | Khomeil Khasemi Biljal Machov           |

Vrouwen
| Onderdeel       | Goud | Goud              | Zilver | Zilver                  | Brons   | Brons                                  |
| --------------- | ---- | ----------------- | ------ | ----------------------- | ------- | -------------------------------------- |
| Vlieg (-48 kg)  | JPN  | Hitomi Obara      | AZE    | Marija Stadnik          | USA CAN | Clarissa Chun Carol Huynh              |
| Licht (-55 kg)  | JPN  | Saori Yoshida     | CAN    | Tonya Lynn Verbeek      | AZE COL | Joelia Ratkevitsj Jackeline Rentería   |
| Midden (-63 kg) | JPN  | Kaori Icho        | CHN    | Jing Ruixue             | MGL RUS | Battetseg Soronzonbold Loebov Volosova |
| Zwaar (-72 kg)  | RUS  | Natalja Vorobjeva | BUL    | Stanka Zlateva Hristova | KAZ ESP | Goezel Manjoerova Maider Unda          |

## Zeilen
| Onderdeel                          | Goud | Goud                                         | Zilver | Zilver                                  | Brons | Brons                                      |
| ---------------------------------- | ---- | -------------------------------------------- | ------ | --------------------------------------- | ----- | ------------------------------------------ |
| Plankzeilen (rs:x) (m)             | NED  | Dorian van Rijsselberghe                     | GBR    | Nick Dempsey                            | POL   | Przemysław Miarczyński                     |
| Eenpersoonsjol (laser) (m)         | AUS  | Tom Slingsby                                 | CYP    | Pavlos Kontides                         | SWE   | Rasmus Mygren                              |
| Eenpersoonsjol, zwaar (finn) (m)   | GBR  | Ben Ainslie                                  | DEN    | Jonas Høgh-Christensen                  | FRA   | Jonathan Lobert                            |
| Tweepersoonsjol (470) (m)          | AUS  | Mathew Belcher Malcolm Page                  | GBR    | Stuart Bithell Luke Patience            | ARG   | Lucas Calabrese Juan de la Fuente          |
| Kielboot (star) (m)                | SWE  | Fredrik Lööf Max Salminen                    | GBR    | Iain Percy Andrew Simpson               | BRA   | Bruno Prada Robert Scheidt                 |
|                                    |      |                                              |        |                                         |       |                                            |
| Tweepersoonsjol, hp (49-er) (open) | AUS  | Iain Jensen Nathan Outteridge                | NZL    | Peter Burling Blair Tuke                | DEN   | Peter Lang Allan Norregaard                |
|                                    |      |                                              |        |                                         |       |                                            |
| Plankzeilen (rs:x) (v)             | ESP  | Marina Alabau                                | FIN    | Tuuli Petäjä                            | POL   | Zofia Klepacka                             |
| Eenpersoonsjol (laser radial) (v)  | CHN  | Xu Lijia                                     | NED    | Marit Bouwmeester                       | BEL   | Evi Van Acker                              |
| Tweepersoonsjol (470) (v)          | NZL  | Jo Aleh Polly Powrie                         | GBR    | Saskia Clark Hannah Mills               | NED   | Lobke Berkhout Lisa Westerhof              |
| Kielboot (Elliott 6m) (v)          | ESP  | Támara Echegoyen Ángela Pumariega Sofía Toro | AUS    | Nina Curtis Olivia Price Lucinda Whitty | FIN   | Silja Kanerva Silja Lehtinen Mikaela Wulff |

## Zwemsporten

### Baan
Mannen
| Onderdeel       | Goud | Goud | Zilver  | Zilver                                                                                                   | Brons           | Brons                                                                                             |
| --------------- | ---- | --- | ------- | --- | --------------- | ------------------------------------------------------------------------------------------------- |
| 50 m vrij       | FRA  | Florent Manaudou                                                                                             | USA     | Cullen Jones                                                                                             | BRA             | César Cielo                                                                                       |
| 100 m vrij      | USA  | Nathan Adrian                                                                                                | AUS     | James Magnussen                                                                                          | CAN             | Brent Hayden                                                                                      |
| 200 m vrij      | FRA  | Yannick Agnel                                                                                                | KOR CHN | Park Tae-hwan Sun Yang                                                                                   | niet uitgereikt | niet uitgereikt                                                                                   |
| 400 m vrij      | CHN  | Sun Yang | KOR     | Park Tae-Hwan                                                                                            | USA             | Peter Vanderkaay                                                                                  |
| 1500 m vrij     | CHN  | Sun Yang | CAN     | Ryan Cochrane                                                                                            | TUN             | Oussama Mellouli                                                                                  |
| 100 m rug       | USA  | Matt Grevers                                                                                                 | USA     | Nick Thoman                                                                                              | JPN             | Ryosuke Irie                                                                                      |
| 200 m rug       | USA  | Tyler Clary                                                                                                  | JPN     | Ryosuke Irie                                                                                             | USA             | Ryan Lochte                                                                                       |
| 100 m school    | RSA  | Cameron van der Burgh                                                                                        | AUS     | Christian Sprenger                                                                                       | USA             | Brendan Hansen                                                                                    |
| 200 m school    | HUN  | Dániel Gyurta                                                                                                | GBR     | Michael Jamieson                                                                                         | JPN             | Ryo Tateishi                                                                                      |
| 100 m vlinder   | USA  | Michael Phelps                                                                                               | RSA RUS | Chad le Clos Jevgeni Korotysjkin                                                                         | niet uitgereikt | niet uitgereikt                                                                                   |
| 200 m vlinder   | RSA  | Chad le Clos                                                                                                 | USA     | Michael Phelps                                                                                           | JPN             | Takeshi Matsuda                                                                                   |
| 200 m wissel    | USA  | Michael Phelps                                                                                               | USA     | Ryan Lochte                                                                                              | HUN             | László Cseh                                                                                       |
| 400 m wissel    | USA  | Ryan Lochte                                                                                                  | BRA     | Thiago Pereira                                                                                           | JPN             | Kosuke Hagino                                                                                     |
| 4x 100 m vrij   | FRA  | Yannick Agnel Fabien Gilot Clément Lefert Amaury Leveaux Alain Bernard Jérémy Stravius                       | USA     | Nathan Adrian Cullen Jones Ryan Lochte Michael Phelps Ricky Berens Jimmy Feigen Matt Grevers Jason Lezak | RUS             | Andrej Gretsjin Danila Izotov Nikita Lobintsev Vladimir Morozov Sergej Fesikov Jevgeni Lagoenov   |
| 4x 200 m vrij   | USA  | Ricky Berens Conor Dwyer Ryan Lochte Michael Phelps Charlie Houchin Matt McLean Davis Tarwater               | FRA     | Yannick Agnel Clément Lefert Amaury Leveaux Grégory Mallet Jérémy Stravius                               | CHN             | Hao Yun Jiang Haiqi Li Yunqi Sun Yang Dai Jun Lu Zhiwu                                            |
| 4x 100 m wissel | USA  | Nathan Adrian Matt Grevers Brendan Hansen Michael Phelps Cullen Jones Tyler McGill Eric Shanteau Nick Thoman | JPN     | Takuro Fujii Ryosuke Irie Kosuke Kitajima Takeshi Matsuda                                                | AUS             | James Magnussen Christian Sprenger Hayden Stoeckel Matt Targett Tommaso D'Orsogna Brenton Rickard |

Vrouwen
| Onderdeel       | Goud | Goud | Zilver | Zilver | Brons | Brons                                                                                                |
| --------------- | ---- | --- | ------ | --- | ----- | --- |
| 50 m vrij       | NED  | Ranomi Kromowidjojo                                                                                                | BLR    | Aleksandra Gerasimenia                                                                                                 | NED   | Marleen Veldhuis                                                                                     |
| 100 m vrij      | NED  | Ranomi Kromowidjojo                                                                                                | BLR    | Aleksandra Gerasimenia                                                                                                 | CHN   | Tang Yi                                                                                              |
| 200 m vrij      | USA  | Allison Schmitt | FRA    | Camille Muffat | AUS   | Bronte Barratt                                                                                       |
| 400 m vrij      | FRA  | Camille Muffat | USA    | Allison Schmitt | GBR   | Rebecca Adlington                                                                                    |
| 800 m vrij      | USA  | Katie Ledecky | ESP    | Mireia Belmonte | GBR   | Rebecca Adlington                                                                                    |
| 100 m rug       | USA  | Missy Franklin | AUS    | Emily Seebohm | JPN   | Aya Terakawa                                                                                         |
| 200 m rug       | USA  | Missy Franklin | RUS    | Anastasia Zoejeva | USA   | Elizabeth Beisel                                                                                     |
| 100 m school    | LTU  | Rūta Meilutytė | USA    | Rebecca Soni | JPN   | Satomi Suzuki                                                                                        |
| 200 m school    | USA  | Rebecca Soni | JPN    | Satomi Suzuki | RUS   | Joelia Jefimova                                                                                      |
| 100 m vlinder   | USA  | Dana Vollmer | CHN    | Lu Ying | AUS   | Alicia Coutts                                                                                        |
| 200 m vlinder   | CHN  | Jiao Liuyang | ESP    | Mireia Belmonte | JPN   | Natsumi Hoshi                                                                                        |
| 200 m wissel    | CHN  | Ye Shiwen | AUS    | Alicia Coutts | USA   | Caitlin Leverenz                                                                                     |
| 400 m wissel    | CHN  | Ye Shiwen | USA    | Elizabeth Beisel | CHN   | Li Xuanxu                                                                                            |
| 4x 100 m vrij   | AUS  | Cate Campbell Alicia Coutts Brittany Elmslie Melanie Schlanger Yolane Kukla Emily Seebohm Libby Trickett           | NED    | Inge Dekker Femke Heemskerk Ranomi Kromowidjojo Marleen Veldhuis Hinkelien Schreuder                                   | USA   | Missy Franklin Jessica Hardy Lia Neal Allison Schmitt Natalie Coughlin Amanda Weir                   |
| 4x 200 m vrij   | USA  | Missy Franklin Allison Schmitt Dana Vollmer Shannon Vreeland Alyssa Anderson Lauren Perdue                         | AUS    | Bronte Barratt Alicia Coutts Kylie Palmer Melanie Schlanger Angie Bainbridge Brittany Elmslie Blair Evans Jade Neilsen | FRA   | Coralie Balmy Charlotte Bonnet Ophélie-Cyrielle Étienne Camille Muffat Margaux Farrell Mylène Lazare |
| 4x 100 m wissel | USA  | Missy Franklin Allison Schmitt Rebecca Soni Dana Vollmer Rachel Bootsma Claire Donahue Jessica Hardy Breeja Larson | AUS    | Alicia Coutts Leisel Jones Melanie Schlanger Emily Seebohm Brittany Elmslie                                            | JPN   | Yuka Kato Satomi Suzuki Aya Terakawa Haruka Ueda                                                     |

### Open water
| Onderdeel | Goud | Goud             | Zilver | Zilver         | Brons | Brons              |
| --------- | ---- | ---------------- | ------ | -------------- | ----- | ------------------ |
| 10 km (m) | TUN  | Oussama Mellouli | GER    | Thomas Lurz    | CAN   | Richard Weinberger |
|           |      |                  |        |                |       |                    |
| 10 km (v) | HUN  | Éva Risztov      | USA    | Haley Anderson | ITA   | Martina Grimaldi   |

### Schoonspringen
| Onderdeel                | Goud | Goud                   | Zilver | Zilver                            | Brons | Brons                            |
| ------------------------ | ---- | ---------------------- | ------ | --------------------------------- | ----- | -------------------------------- |
| 03 m plank (m)           | RUS  | Ilia Zacharov          | CHN    | Qin Kai                           | CHN   | He Chong                         |
| 03 m plank synchroon (m) | CHN  | Luo Yutong Qin Kai     | RUS    | Jevgeni Koeznetsjov Ilia Zacharov | USA   | Troy Dumais Kristian Ipsen       |
| 10 m toren (m)           | USA  | David Boudia           | CHN    | Qiu Bo                            | GBR   | Tom Daley                        |
| 10 m toren synchroon (m) | CHN  | Cao Yuan Zhang Yanquan | MEX    | Iván García Germán Sánchez        | USA   | David Boudia Nicholas McCrory    |
|                          |      |                        |        |                                   |       |                                  |
| 03 m plank (v)           | CHN  | Wu Minxia              | CHN    | He Zi                             | MEX   | Laura Sánchez                    |
| 03 m plank synchroon (v) | CHN  | He Zi Wu Minxia        | USA    | Kelci Bryant Abigail Johnston     | CAN   | Jennifer Abel Émilie Heymans     |
| 10 m toren (v)           | CHN  | Chen Ruolin            | AUS    | Brittany Broben                   | MAS   | Pandelela Rinong                 |
| 10 m toren synchroon (v) | CHN  | Chen Ruolin Wang Hao   | MEX    | Paola Espinosa Alejandra Orozco   | CAN   | Meaghan Benfeito Roseline Filion |

### Synchroon
| Onderdeel | Goud | Goud | Zilver | Zilver                                                                                              | Brons | Brons |
| --------- | ---- | --- | ------ | --------------------------------------------------------------------------------------------------- | ----- | --- |
| Duet      | RUS  | Natalia Istsjenko Svetlana Romasjina | ESP    | Ona Carbonell Andrea Fuentes                                                                        | CHN   | Huang Xuechen Liu Ou |
| Team      | RUS  | Anastasia Davydova Maria Gromova Natalia Istsjenko Elvira Chasjanova Daria Korobova Aleksandra Patskevitsj Svetlana Romasjina Alla Sjisjkina Anzjelika Timanina | CHN    | Chang Si Chen Xiaojun Huang Xuechen Jiang Tingting Jiang Wenwen Liu Ou Luo Qian Sun Wenyan Wu Yiwen | ESP   | Clara Basiana Alba Cabello Ona Carbonell Margalida Crespí Andrea Fuentes Thaïs Henríquez Paula Klamburg Irene Montrucchio Laia Pons |

## Teamsporten
| Sport     | Sport   | Goud             | Zilver           | Brons            |
| --------- | ------- | ---------------- | ---------------- | ---------------- |
| Basketbal | mannen  | Verenigde Staten | Spanje           | Rusland          |
| Basketbal | vrouwen | Verenigde Staten | Frankrijk        | Australië        |
| Handbal   | mannen  | Frankrijk        | Zweden           | Kroatië          |
| Handbal   | vrouwen | Noorwegen        | Montenegro       | Spanje           |
| Hockey    | mannen  | Duitsland        | Nederland        | Australië        |
| Hockey    | vrouwen | Nederland        | Argentinië       | Groot-Brittannië |
| Voetbal   | mannen  | Mexico           | Brazilië         | Zuid-Korea       |
| Voetbal   | vrouwen | Verenigde Staten | Japan            | Canada           |
| Volleybal | mannen  | Rusland          | Brazilië         | Italië           |
| Volleybal | vrouwen | Brazilië         | Verenigde Staten | Japan            |
| Waterpolo | mannen  | Kroatië          | Italië           | Servië           |
| Waterpolo | vrouwen | Verenigde Staten | Spanje           | Australië        |

Atletiek · Badminton · Basketbal · Boksen · Boogschieten · Gewichtheffen · Gymnastiek · Handbal · Hockey · Judo · Kanovaren · Moderne vijfkamp · Paardensport · Roeien · Schermen · Schietsport · Schoonspringen · Synchroonzwemmen · Taekwondo · Tafeltennis · Tennis · Triatlon · Voetbal · Volleybal · Waterpolo · Wielersport · Worstelen · Zeilen · Zwemmen